# Setiner
Der Setiner (auch: Setiner Wein oder setischer Wein) war ein antiker Wein aus dem Römischen Reich. Er wuchs an den Hügeln der latischen Stadt Setia (des heutigen Sezze) oberhalb von Forum Appii. Nach Plinius dem Älteren war dieser wohl eher herbe Wein der Lieblingswein von Kaiser Augustus und mehrerer seiner Nachfolger. Ein Grund dafür sei gewesen, dass der Setiner für die Verdauung schwer verdaulicher Speisen förderlich sei.